# 엘레오노라 곤차가 델라 로베레

티치아노가 그린 엘레오노라 곤차가의 그림. 이탈리아 우피치 미술관 소장

엘레오노라 곤차가 델라 로베레(Eleonora Gonzaga Della Rovere, 1493년 12월 31일 – 1570년 2월 13일)는 우르비노 공작 프란체스코 마리아 1세 델라 로베레와의 혼인을 통해 우르비노의 공작부인이자 섭정이다.

## 생애
그녀는 프란체스코 2세 곤차가와 이사벨라 데스테의 7 자녀 중 첫째로 태어났다. 그녀의 아버지는 악명높은 난봉꾼이였고, 어머니는 유명한 예술 후원가였다. 1509년 9월 25일 그녀는 교황 율리오 2세의 조카이자 세네갈리아와 소라 공작 조반니 델라 로베레의 아들 우르비노 공작 프란체스코 마리아 1세 델라 로베레와 혼인했다. 그들은 아들 둘, 딸 셋을 가졌다.
남편의 추방으로 인한 우르비노 내의 상황을 책임지던 엘레오노라는 자신의 권역을 통해 중요한 예술 후원자였다. 높은 수준의 교육을 받은 공작의 딸로서, 피에트로 벰보, 야코포 사돌레토, 발다사레 카스틸리오네, 토르콰토 타소등과 친구였다. 티치아노는 1537년에 공식적으로 한 차례, 남편의 초상화를 그리러왔다가 같이 그녀의 초상화를 그렸지만, 그림 속 그녀의 얼굴은 같은 시기에 그린 티치아노의 그림 세 작품에서도 볼 수 있는 것이였다:《라 벨라》, 《가죽 외투를 걸친 소녀》, 그녀의 아들 구이도발도 2세가 주문한 것으로 보이는 《우르비노의 비너스》이다.

## 자녀
- 페데리코 델라 로베레 (Federico della Rovere, 1511년 — 두 달만에 사망).
- 구이도발도 2세 델라 로베레 (1514년 4월 2일 — 1574년 9월 28일) - 줄리아 바라노 (Giulia Varano)와 혼인하여 자녀를 가졌고; 비토리아 파르네세 (Vittoria Farnese, 피에르 루이지 파르네세의 딸)와 재혼하여) 자녀를 가졌다 (마리아 테레사 키보말라스피나의 조상).
- 조반나 델라 로베레 (Giovanna della Rovere, 1515년 — 1518년).
- 조반니 델라 로베레 (Giovanni della Rovere, 1516년 — 1518년).
- 카테리나 델라 로베레 (Caterina della Rovere, 1518년 — 1520년).
- 베아트리체 델라 로베레 (Beatrice della Rovere, 1521년 — 1522년).
- 프란체스코 마리아 델라 로베레 (Francesco Maria della Rovere, 1523년 — 1525년).
- 이폴리타 델라 로베레 (Ippolita della Rovere, 1525년 — 1561년) - 전해진 바에 의하면 몬탈토 공작 아라곤의 안토니오와 혼인.
- 마리아 델라 로베레 (Maria della Rovere, 1527년 — 1528년).
- 엘리사베타 델라 로베레El (isabetta della Rovere, 1529년 — 1561년 6월 6일) - 마사 후작 알베리코 1세 키보말라스피나와 혼인하여 자녀를 가짐 (마리아 테레사 키보말라스피나의 조상).
- 줄리아 펠트리아 델라 로베레 (Giulia Feltria della Rovere, 1531년 — 1563년 4월 4일) - 몬테키오 영주 알폰소 데스테와 혼인하여 자녀를 둠 (모데나 공작 체사레 데스테의 부모).
- 줄리오 펠트리오 델라 로베레 (1533년 — 1598년) - 추기경이 되어 이후 자녀 (사생아)를 가짐:이폴리토[1]와 줄리오.
- 비올란테 델라 로베레 (Violante della Rovere, 1535년 — 1538년).